# ديبكلو (عباس الغربي)
دیبکلو (بالفارسية: دیبکلو) هي منطقة سكنية تقع في إيران في قسم عباس الغربي الريفي.